# 1998 Titius
För andra betydelser, se Titius.
1998 Titius eller 1938 DX1 är en asteroid i huvudbältet, som upptäcktes den 24 februari 1938 av den tyske astronomen Alfred Bohrmann i Heidelberg. Den har fått sitt namn efter den tyske astronomen Johann Daniel Titius.
Asteroiden har en diameter på ungefär 14 kilometer.